# Équipe de Belgique de football en 1950
Maillots
Chronologie
Saison précédente Saison suivante
L'équipe de Belgique de football aligne les scores-fleuves en 1950 et affiche un bilan favorable malgré deux défaites mais contre deux nations de calibre.

## Résumé de la saison

L'affiche de la Coupe du monde de football en 1950 au Brésil.

La saison débute à l'occasion du Mardi gras, le 21 février, face à la sélection officieuse néerlandaise des Zwaluwen (nl) dans la traditionnelle joute amicale remportée (1-0) et au cours de laquelle les journaux néerlandais font surtout remarquer une difficulté à marquer dans le chef des Belges, par manque de qualité des avants... qui vont quand même inscrire 26 buts au total cette saison-là (!) dont 12 par le seul Jef Mermans, le Bombardier.
Deux semaines plus tard, les Diables Rouges s'inclinent (3-1) en déplacement à Bologne face à des Azzuri largement supérieurs, la défaite aurait d'ailleurs pu être plus sévère sans une nouvelle très bonne prestation d'Henri Meert, avant de s'imposer (2-0), en avril à Deurne face aux Pays-Bas.
Après une courte défaite officieuse chez les Zwaluwen (3-2), la Belgique signe ensuite deux larges succès à domicile face à l'Irlande (5-1), et contre la France (4-1), entrecoupé de la seconde défaite de la saison face à l'Angleterre (1-4), au cours de laquelle les Three Lions procèdent au tout premier remplacement de leur histoire en faisant entrer Jimmy Mullen en lieu et place de Jackie Milburn, blessé.
La quatrième Coupe du monde de football se tient au Brésil du 24 juin au 16 juillet. C'est la seule qui ne comporte pas de finale, un mini championnat à quatre terminant en effet l'épreuve. Par chance, le dernier match oppose les deux équipes pouvant encore terminer à la première place et ce match décisif, le choc Brésil-Uruguay a donc fait office de finale, à un détail près : en tête au classement, le Brésil pouvait se contenter d'un match nul pour devenir champion du monde. Les cariocas vont s'incliner (2-1) contre toute attente dans ce qui fut baptisé « le drame du Maracanã ». Les conséquences au pays où le football est roi sont terribles : c'est tout un peuple qui tombe dans la dépression, certains fans mettant même fin à leur jours. La Selecaõ ne rejouera d'ailleurs pas le moindre match pendant plus d'un an et le maillot blanc du Brésil sera définitivement abandonné pour le jaune et bleu afin d'oublier cette triste finale. 
En baisser de rideau de l'année, les Belges enchaînent un partage tendu (3-3) à Paris face à la France et une victoire à domicile éclatante (7-2) face à leurs voisins bataves.

## Les matchs
| Match amical                                                 | Italie                          | 3 - 1   | Belgique             | Stadio Littoriale Bologne, Italie              |                                                |
| 5 mars 1950 · 15:00 heure locale · Historique des rencontres | Muccinelli 38e 53e · Amadei 63e | (1 – 1) | Chaves d'Aguilar 13e | Spectateurs : 54 750 Arbitrage : Alois Beranek | Spectateurs : 54 750 Arbitrage : Alois Beranek |
| 5 mars 1950 · 15:00 heure locale · Historique des rencontres | Rapport                         |         |                      | Spectateurs : 54 750 Arbitrage : Alois Beranek | Spectateurs : 54 750 Arbitrage : Alois Beranek |

| Match amical                                                   | Belgique                  | 2 - 0   | Pays-Bas | Bosuilstadion Deurne, Belgique               |                                              |
| 16 avril 1950 · 15:00 heure locale · Historique des rencontres | Mermans 49e · De Hert 65e | (0 – 0) |          | Spectateurs : 45 532 Arbitrage : Ivan Eklind | Spectateurs : 45 532 Arbitrage : Ivan Eklind |
| 16 avril 1950 · 15:00 heure locale · Historique des rencontres | Rapport                   |         |          | Spectateurs : 45 532 Arbitrage : Ivan Eklind | Spectateurs : 45 532 Arbitrage : Ivan Eklind |

| Match amical                                                 | Belgique                                                | 5 - 1   | République d'Irlande | Stade du Heysel Laeken, Belgique                |                                                 |
| 10 mai 1950 · 19:00 heure locale · Historique des rencontres | Mermans 3e 33e 84e · De Hert 19e · Chaves d'Aguilar 56e | (3 – 0) | Duffy (en) 72e       | Spectateurs : 24 083 Arbitrage : Jan Bronkhorst | Spectateurs : 24 083 Arbitrage : Jan Bronkhorst |
| 10 mai 1950 · 19:00 heure locale · Historique des rencontres | Rapport                                                 |         |                      | Spectateurs : 24 083 Arbitrage : Jan Bronkhorst | Spectateurs : 24 083 Arbitrage : Jan Bronkhorst |

| Match amical                                                 | Belgique    | 1 - 4   | Angleterre                                             | Stade du Heysel Laeken, Belgique                  |                                                   |
| 18 mai 1950 · 15:30 heure locale · Historique des rencontres | Mermans 43e | (1 – 0) | Mullen 46e · Mortensen 65e · Mannion 68e · Bentley 86e | Spectateurs : 55 854 Arbitrage : Raymond Vincenti | Spectateurs : 55 854 Arbitrage : Raymond Vincenti |
| 18 mai 1950 · 15:30 heure locale · Historique des rencontres | Rapport     |         |                                                        | Spectateurs : 55 854 Arbitrage : Raymond Vincenti | Spectateurs : 55 854 Arbitrage : Raymond Vincenti |

Note : Lors de cette rencontre, James "Jimmy" Mullen devint le premier joueur remplaçant anglais de l'histoire lorsqu'il monta au jeu en lieu et place de John Edward Thompson "Jackie" Milburn, blessé.
| Match amical                                                 | Belgique                        | 4 - 1   | France    | Stade du Heysel Laeken, Belgique                  |                                                   |
| 4 juin 1950 · 16:00 heure locale · Historique des rencontres | Mermans 6e 62e 83e · Mordant 9e | (2 – 1) | Kargu 19e | Spectateurs : 45 006 Arbitrage : Giuseppe Carpani | Spectateurs : 45 006 Arbitrage : Giuseppe Carpani |
| 4 juin 1950 · 16:00 heure locale · Historique des rencontres | Rapport                         |         |           | Spectateurs : 45 006 Arbitrage : Giuseppe Carpani | Spectateurs : 45 006 Arbitrage : Giuseppe Carpani |

| Match amical                                                       | France                             | 3 - 3   | Belgique                         | Stade olympique Yves-du-Manoir Colombes, France |                                               |
| 1er novembre 1950 · 15:00 heure locale · Historique des rencontres | Doye 18e · Baratte 69e · Kargu 87e | (1 – 3) | Lemberechts 3e · Mermans 17e 36e | Spectateurs : 48 788 Arbitrage : Arthur Ellis   | Spectateurs : 48 788 Arbitrage : Arthur Ellis |
| 1er novembre 1950 · 15:00 heure locale · Historique des rencontres | Rapport                            |         |                                  | Spectateurs : 48 788 Arbitrage : Arthur Ellis   | Spectateurs : 48 788 Arbitrage : Arthur Ellis |

| Match amical                                                      | Belgique                                                  | 7 - 2   | Pays-Bas                               | Bosuilstadion Deurne, Belgique             |                                            |
| 12 novembre 1950 · 14:30 heure locale · Historique des rencontres | Lemberechts 34e 48e 70e · Mermans 35e 61e · Anoul 39e 65e | (3 – 0) | van Melis (nl) 60e · de Graaf (nl) 63e | Spectateurs : 46 439 Arbitrage : Jean Lutz | Spectateurs : 46 439 Arbitrage : Jean Lutz |
| 12 novembre 1950 · 14:30 heure locale · Historique des rencontres | Rapport                                                   |         |                                        | Spectateurs : 46 439 Arbitrage : Jean Lutz | Spectateurs : 46 439 Arbitrage : Jean Lutz |

## Les joueurs
| Joueurs                   | Joueurs                   | Amical | Amical | Amical | Amical | Amical | Amical | Amical |
| ------------------------- | ------------------------- | ------ | ------ | ------ | ------ | ------ | ------ | ------ |
| Gardiens de but           |                           |        |        |        |        |        |        |        |
| Henri Meert               | RSC Anderlechtois         | 90     | 90     | 90     | 90     | 90     | 90     | 90     |
| François Daenen           | Royal Tilleur FC          | r      | r      | r      | r      | r      |        | r      |
| Défenseurs                |                           |        |        |        |        |        |        |        |
| Léon Aernaudts            | K Berchem Sport           | 44e    |        |        |        |        |        |        |
| Arsène Vaillant           | RSC Anderlechtois         | 44e    | 90     | 90     | 90     | 90     | 90     | 90     |
| Jean Valet                | RSC Anderlechtois         | r      | r      | r      | r      | r      | r      | r      |
| Willy Saeren              | RFC Liégeois              |        | r      | r      | r      | r      |        |        |
| Alphons Van Brandt        | K Lierse SK               |        |        |        |        |        | r      | 90     |
| Milieux                   |                           |        |        |        |        |        |        |        |
| Louis Carré               | RFC Liégeois              | 90     | 90     | 90     | 90     | 90     | 90     | 90     |
| Jan Van Der Auwera        | Racing Club de Malines    | 90     | 90     | 90     | 90     | 90     | 90     | 90     |
| Victor Mees               | Royal Antwerp FC          | 90     | 90     | 90     | 90     | 90     | 90     | 90     |
| Julien Vandierendounck    | AS Ostende KM             | 90,    |        |        |        |        |        |        |
| Georges Mordant           | Olympic Club de Charleroi |        | 90     | 90     | 90     | 90 ,   |        |        |
| Jozef Van Looy            | ARA La Gantoise           |        |        |        | 90,    |        |        |        |
| Attaquants                |                           |        |        |        |        |        |        |        |
| Léopold Anoul             | RFC Liégeois              | 90     | 90     | 90     | 90     | 90     | 90     | 90     |
| Louis Verbruggen          | Royal Antwerp FC          | 90     |        |        |        |        |        |        |
| Jef Mermans               | RSC Anderlechtois         | 90     | 90     | 90     | 90     | 90     | 90     | 90     |
| Frédéric Chaves d'Aguilar | ARA La Gantoise           | 90     | 90     | 90     | 90     | 90     | 90     | r      |
| Albert Dehert             | K Berchem Sport           | 90     | 90     | 90     | 90     | 90     | 90     |        |
| Henri Coppens             | RFC Malinois              | r      | r      | r      | r      | r      |        |        |
| Rik Coppens               | R Beerschot AC            |        | 90     | 90     |        | 90     | 90     |        |
| Victor Lemberechts        | RFC Malinois              |        |        |        |        |        | 90     | 90     |
| August Van Steelant       | St-Niklaasse SK           |        |        |        |        |        |        | 90     |
| François Sermon           | RSC Anderlechtois         |        |        |        |        |        | r      | 90     |

Un « r » indique un joueur qui était parmi les remplaçants mais qui n'est pas monté au jeu.
1. 1 2 3 4 5  Dernière sélection officielle pour le joueur.
2. 1 2 3 4  Première sélection officielle pour le joueur.
3. ↑  Premier but officiel pour le joueur.

## Sources